# Plinia icardiana
Plinia icardiana är en myrtenväxtart som beskrevs av Ignatz Urban. Plinia icardiana ingår i släktet Plinia och familjen myrtenväxter. Inga underarter finns listade i Catalogue of Life.